# 波克霍利斯
波克霍利斯（英語：Bakenranef），（？—约公元前720年），古埃及法老，第二十四王朝君主。继承特弗纳赫特之位。又名贝肯雷内夫或巴肯勒内夫。希腊人称之为菩科利斯。凭借古埃及历史上的六位立法者之一而闻名，曾与其父竭力抗击亚述人之进攻以维持古埃及在巴勒斯坦以及地中海东岸的领地，但因失败而退出亚洲。他统治尼罗河三角洲地区约六年。不久即为库施国王沙巴卡所生俘后遭杀害，王朝遂亡。后者建立第二十五王朝。
波克霍利斯统治时期曾进行改革，试图控制日益增加地因债务而成为奴隶的自由民之生存状况，以法令形式限制高利贷与加强对国民控制。却未能改变危机四伏之局面，终被火刑处死。